# It Might Have Been Serious
It Might Have Been Serious è un cortometraggio muto del 1915 diretto da Al Christie (con il nome Al E. Christie). La pellicola di un rullo è una commedia interpretata da John Francis Dillon, un attore che è ricordato soprattutto per la sua carriera di regista, iniziata l'anno precedente con la compagnia Favorite Players Film Co.

## Produzione
Il film fu prodotto dalla Nestor Film Company.

## Distribuzione
Distribuito dall'Universal Film Manufacturing Company, il film uscì nelle sale cinematografiche USA il 16 febbraio 1915.